# Vaison-la-Romaine
Vaison-la-Romaine är en kommun i departementet Vaucluse i regionen Provence-Alpes-Côte d'Azur i sydöstra Frankrike. Kommunen ligger i kantonen Vaison-la-Romaine som tillhör arrondissementet Carpentras. År 2022 hade Vaison-la-Romaine 5 920 invånare.

## Befolkningsutveckling
Antalet invånare i kommunen Vaison-la-Romaine
| Referens: INSEE |